# Winifred Dunn
Winifred Dunn est une scénariste américaine née le 14 mai 1898 et morte le 28 mars 1977 à Austin dans le Minnesota.

## Biographie
Dans sa jeunesse à Chicago, elle fait ses premiers pas d'auteur en traduisant une pièce allemande et en l'adaptant au public américain.
Elle commence à écrire pour le cinéma sur la côte Est, pour Selig Polyscope, puis au début des années 1920 arrive sur la côte Ouest, où elle va travailler successivement notamment pour Metro Pictures, où elle sera nommée en 1923 à la tête du pool de scénaristes, First National (1926), Columbia (1928), Invincible (1933).
En 1926, elle crée une ligue de scénaristes pour promouvoir leur rôle auprès du public, des producteurs et des critiques.
En décembre 1928, elle est la première femme élue au comité exécutif des scénaristes à l'Academy of Motion Picture Arts and Sciences.
À la fin des années 1920, elle se marie avec le sculpteur Harold Swartz, dont elle divorce en 1942.

## Filmographie
- 1918 : Peg O' the Sea de Eugene Nowland
- 1918 : And the Children Pay de Jacques Tyrol
- 1919 : The Red Viper de Jacques Tyrol
- 1919 : Human Passions de Jacques Tyrol
- 1919 : It Happened in Paris (en) de David Hartford
- 1919 : Thunderbolts of Fate (en) d'Edward Warren
- 1921 : Silent Years de Louis Gasnier
- 1922 : The Glory of Clementina (en) d'Émile Chautard
- 1922 : Une femme de tête (Two Kinds of Women) de Colin Campbell
- 1922 : When Love Comes (en) de William A. Seiter
- 1923 : The Eagle's Feather (en) d'Edward Sloman
- 1923 : The Fog de Paul Powell
- 1923 : Held to Answer (en) de Harold M. Shaw
- 1923 : In Search of a Thrill (en) d'Oscar Apfel
- 1923 : La Bonne Étoile (The Man Life Passed By) de Victor Schertzinger
- 1923 : Stormswept de Robert Thornby
- 1923 : Your Friend and Mine (en) de Clarence G. Badger
- 1924 : Une femme d'affaires (Along Came Ruth) de Edward Cline
- 1924 : The Beauty Prize de Lloyd Ingraham
- 1924 : Le Fatal Mirage (The Shooting of Dan McGrew) de Clarence G. Badger
- 1926 : Les Moineaux (Sparrows) de William Beaudine
- 1926 : Le Lys de Whitechapel (Twinkletoes) de Charles Brabin
- 1927 : The Drop Kick de Millard Webb
- 1927 : Lonesome Ladies de Joseph Henabery
- 1927 : Son plus beau combat (The Patent Leather Kid) d'Alfred Santell
- 1927 : The Tender Hour (en) de George Fitzmaurice
- 1928 : La Belle Exilée (Adoration) de Frank Lloyd
- 1928 : L'Épave vivante (Submarine) de Frank Capra
- 1930 : Mamba d'Albert S. Rogell
- 1931 : Mother's Millions de James Flood
- 1931 : Free Love de Hobart Henley
- 1932 : Impatient Maiden de James Whale
- 1933 : J'ai vécu (I Have Lived) de Richard Thorpe
- 1933 : Rainbow Over Broadway de Richard Thorpe
- 1934 : Las fronteras del amor de Frank R. Strayer
- 1934 : I Give My Love de Karl Freund